# ナウム・ガボ

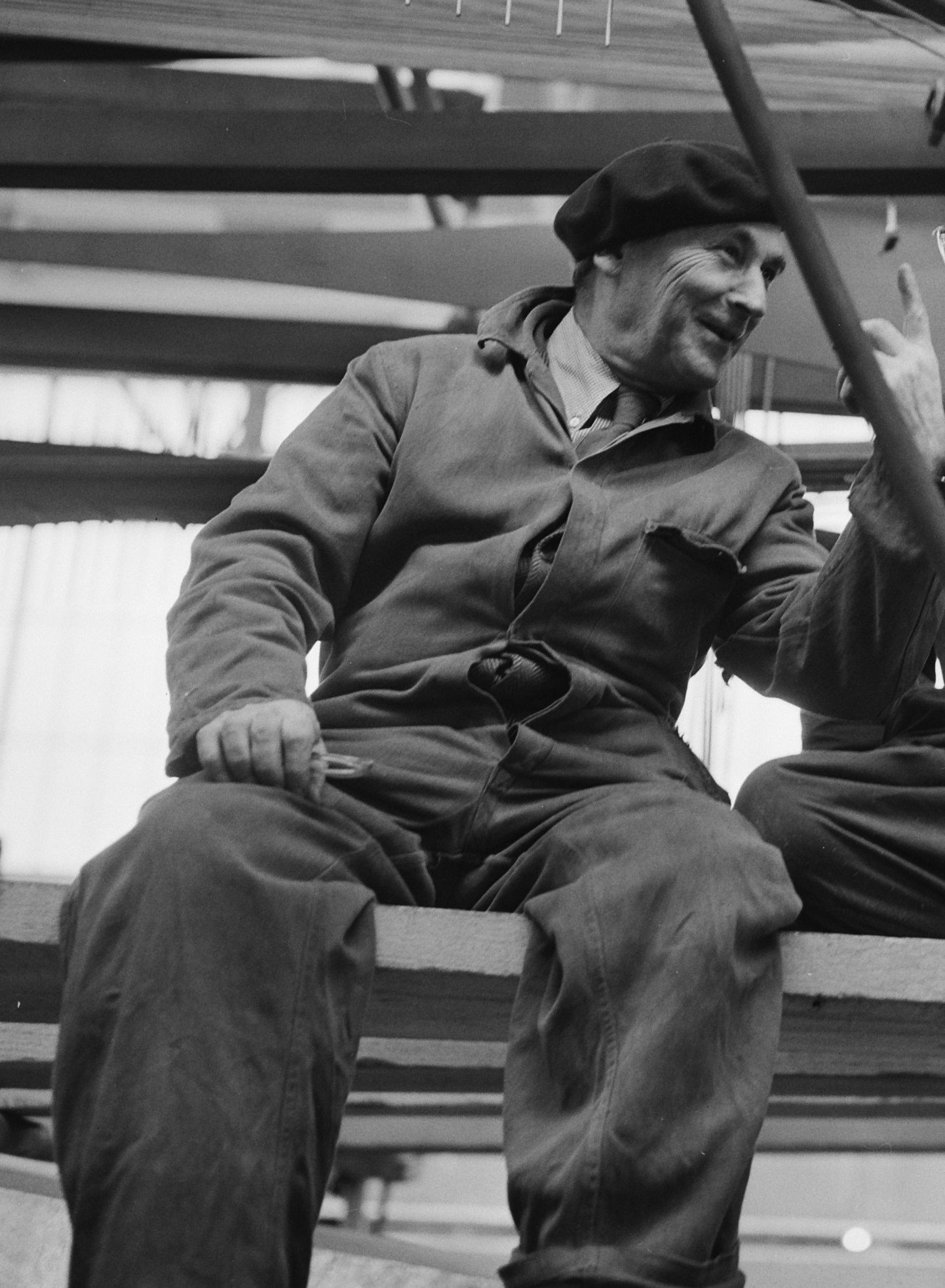
ナウム・ガボ (1957)

ナウム・ガボ（Naum Gabo, Наум Габо, 1890年8月5日 - 1977年8月23日）は、ロシア・アヴァンギャルドの美術家、彫刻家。ロシア構成主義の命名者の1人とされることがあり（ただし、メドゥニツキー（Константин Константинович Медуницкий, 1899年-1935年）とステンベルグ兄弟を命名者とする文献もある）、構成主義への初期からの参加者でもある。なお、アントワーヌ・ペヴスナーは実兄。

## 略歴
1910年、ミュンヘンで学ぶ（薬学、工学、数学など美術とは関係のない分野であった）。そのときに、青騎士を知りその影響を受ける。1913年ごろ兄のいたパリを訪問し、キュビスムの影響を受ける。1914年には第一次世界大戦の開始を受けてデンマークのコペンハーゲンに移り、1915年にはペヴスナーとともにノルウェーのオスロに移る。
1917年の2月革命後、ペヴスナーとともにモスクワに戻り、タトリンなどと交流する。1920年にはペヴスナーとともに「リアリスト宣言」を発表。ガボはロシア革命後の前衛芸術の重要人物であり、彼はロシアの彫刻文化の発展に寄与した。
1923年には、スターリンから逃れベルリンへ移転した。1931年には「アプストラクシオン・クレアシオン」に参加、またバウハウスとも接点を持っている。
1932年には、パリに、さらにロンドンを経て、1946年にはアメリカに移住。1948年には、ニューヨーク近代美術館において、「ガボ・ペヴスナー展」を開催。

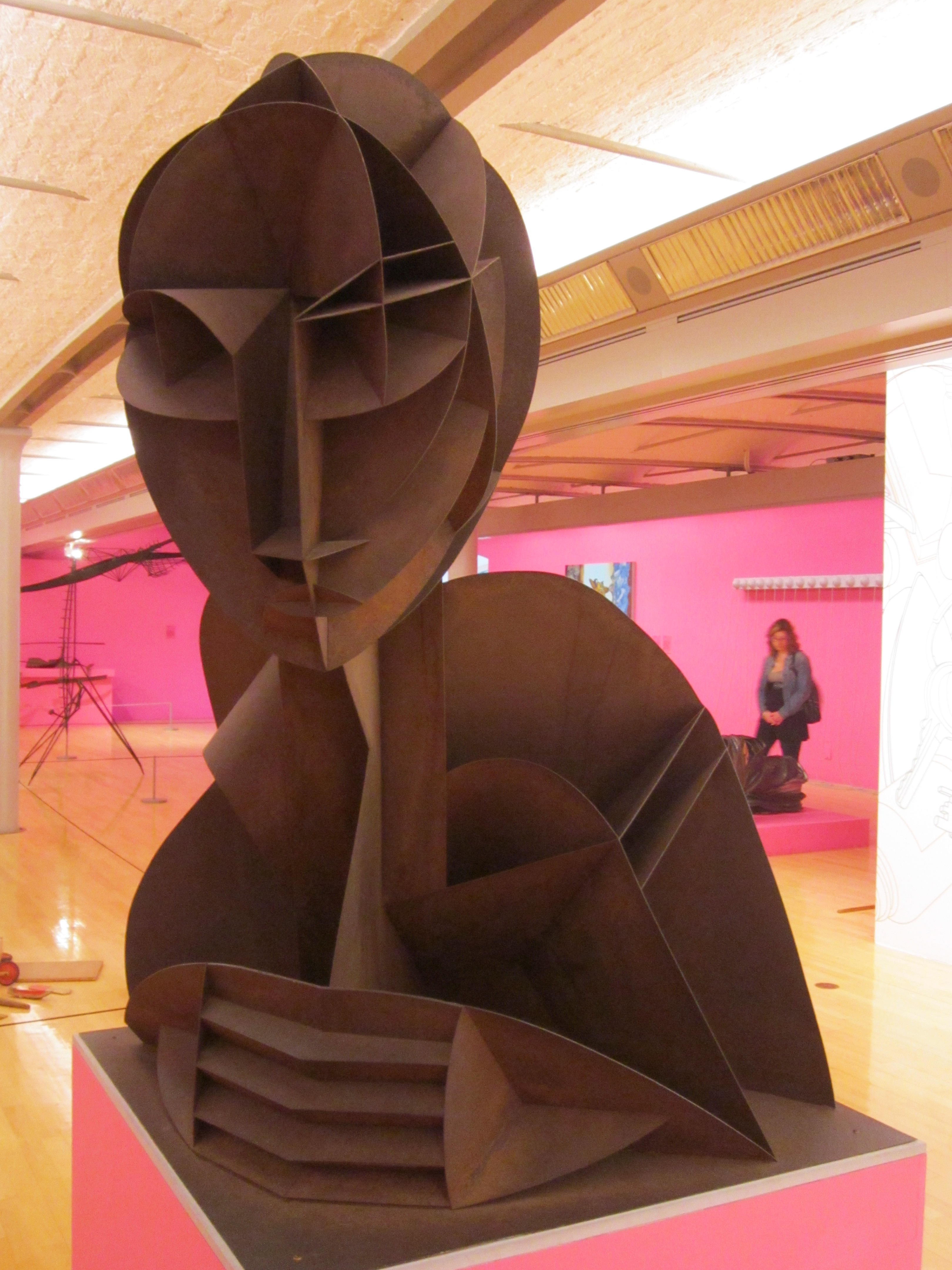
「Head No. 2 by」テート・リバプール(1964)

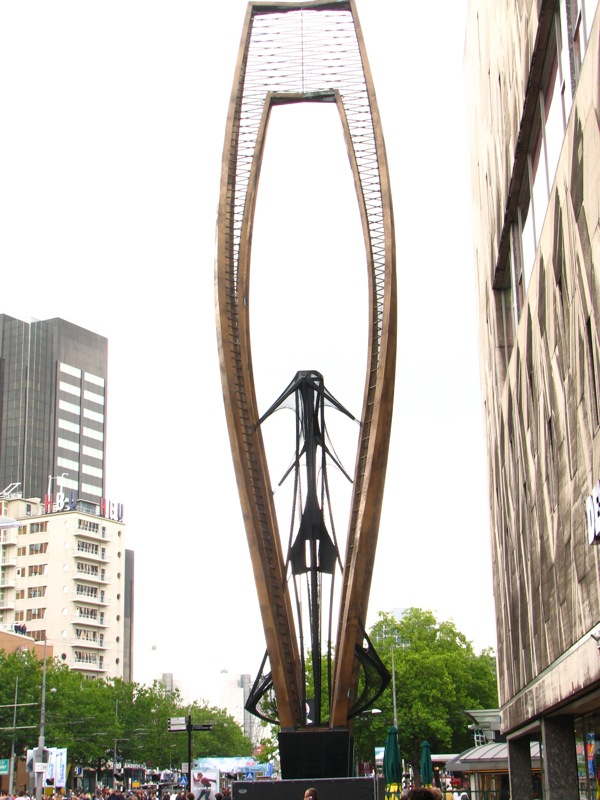
ロッテルダムにある金属彫刻